# Бојанка
Бојанка представља књигу цртежа или један цртеж који има само извучене контуре, без боја, тако да је на кориснику да га обоји како то њему одговара, користећи било фломастере, дрвене или водене боје.
Намењене су углавном млађој деци код које развијају креативни дух. Са друге стране, врло често се користе бојанке едукативног карактера јер је до детета најлакше доћи кроз игру, па тако постоје бојанке са историјским или хришћанским личностима. Код деце најбоље пролазе бојанке са њиховим омиљеним јунацима из цртаних филмова.